# L'Honneur de la Patrie
L'Onore della Patria ( francese "L'Honneur de la Patrie") è l'inno nazionale del Niger dal 22 giugno 2023. Sostituì La Nigerienne, inno dal 1961 ad un anno dalla sua indipendenza.

## Storia
Il presidente Mahamadou Issoufou annunciò nel 2019 di pianificare la sostituzione de La Nigerienne, a seguito delle critiche sul testo circa una percepita espressione di gratitudine nei confronti del passato potere coloniale. Dopo l'istituzione un comitato per ragionare sull'inno e trovarne uno nuovo se necessario, il 22 giugno 2023 il parlamento nigerino annunciò l'adozione de L'onore della patria come nuovo inno del paese.

## Testo
| Originale Francese | Traduzione |
| --- | --- |
| Des rives du Niger aux confins du Ténéré Frères et sœurs nous sommes Enfants d’une même Patrie le Niger Nourris de la sève des mêmes idéaux Pour un Niger de paix libre fort et uni Pour un Niger prospère le Pays de nos rêves Pour l’honneur de la Patrie Incarnons la vaillance et la persévérance Et toutes les vertus de nos dignes aïeux Guerriers intrépides déterminés et fiers Défendons la patrie au prix de notre sang Faisons du Niger symbole de dignité Emblème et flambeau de l’Afrique qui avance Pour ces nobles idéaux debout et en avant En avant pour le travail en avant pour le combat Nous demeurons debout Portant haut le drapeau de notre cher Pays Dans le ciel d’Afrique et dans tout l’Univers Pour construire ensemble Un monde de justice de paix et de progrès Et pour faire du Niger la fierté de l’Afrique. | Dalle rive del Niger ai confini del Ténéré Siamo Fratelli e Sorelle Figli della stessa patria, il Niger Nutriti della linfa degli stessi ideali per un Niger di pace, libero, forte e unito per un Niger prospero, paese dei nostri sogni Per l'Onore della Patria Incarneremo il coraggio e la perseveranza e tutte le virtù dei nostri antenati valorosi guerrieri intrepidi, determinati e fieri Difenderemo la patria al prezzo del nostro sangue Renderemo il Niger simbolo di dignità, emblema e torcia dell'Africa che avanza Per questi nobili ideali alzatevi e avanzate! Avanzate per il lavoro e per la lotta Restiamo saldi in piedi Tenendo alta la bandiera del nostro caro paese nel cielo d'Africa e per tutto l'universo per costruire insieme un mondo di giustizia, pace e progresso e rendere il Niger l'orgoglio dell'Africa |

## Riferimenti
1. ↑   africaresearch.org,  https://www.africaresearch.org/niger-republic-new-anthem-in-honour-of-fatherland/?doing_wp_cron=1687997062.8728940486907958984375. URL consultato il June 28, 2023.